# 褐黄玉凤花
褐黄玉凤花（学名：Habenaria fulva）为兰科玉凤花属下的一个种。

## 扩展阅读
- 維基物種上的相關：褐黄玉凤花